# Selent
Selent è un comune di 1 687 abitanti dello Schleswig-Holstein, in Germania, che si affaccia sulle rive dell'omonimo lago.
Appartiene al circondario (Kreis) di Plön (targa PLÖ) ed è parte della comunità amministrativa (Amt) di Probstei. Il comune si trova nel territorio della cosiddetta Svizzera dello Holstein.